# Резолуција Генералне скупштине Уједињених нација
Резолуцију Генералне скупштине Уједињених нација изгласавају све земље чланице Уједињних нација у Генералној скупштини и захтева просту већину (50% свих гласова плус један) за изгласавање (уз изузетак „важних питања која захтевају двотрећинску већину“).

## Значајније резолуције Генералне скупштине
- 1947.
  - Резолуција 47/181: Подела Британског мандат над Палестином.
- 1948.
  - Резолуција 194: Саветује „право на повратак“ за палестинске избеглице.
- 1952.
  - Резолуција 505: Претње политичкој независности и територијалном интегритету Кине (Република Кина) и миру на Далеком истоку, резултована совјетским кршењем кино-совјетског споразума о пријатељству и савезништву од 14. августа 1945. и совјетским кршењем повеље Уједињених нација
- 1962.
  - Резолуција 1761: Препоручено увођење санкција Јужној Африци као одговор на државну политику апартхејда.
- 1971.
  - Резолуција 2758: Искључење Републике Кине из Организације коју замењује Народна Република Кина. такође признаје НР Кину као једини легалну власт целе Кине. (Видети Кина и Уједињене нације)
- 1975.
  - Резолуција 3379: Ционизам је форма расизма и расне дискриминације; повучена резолуцијом 4686.
- 1991.
  - Резолуција 4686: повучена резолуција 3379.
- 2024.
  - Резолуција Генералне скупштине Уједињених нација 78/282: установљен Међународни дан промишљања и сећања на геноцид у Сребреници 1995